# Colonia Ampliación 3 de Mayo
Colonia Ampliación 3 de Mayo är en ort i Mexiko.   Den ligger i kommunen Xochitepec och delstaten Morelos, i den sydöstra delen av landet, 80 km söder om huvudstaden Mexico City. Colonia Ampliación 3 de Mayo ligger 1 070 meter över havet och antalet invånare är 637.
Terrängen runt Colonia Ampliación 3 de Mayo är platt åt sydväst, men åt nordost är den kuperad. Terrängen runt Colonia Ampliación 3 de Mayo sluttar söderut. Runt Colonia Ampliación 3 de Mayo är det ganska tätbefolkat, med 185 invånare per kvadratkilometer. Närmaste större samhälle är Jiutepec, 17,1 km nordost om Colonia Ampliación 3 de Mayo. Omgivningarna runt Colonia Ampliación 3 de Mayo är en mosaik av jordbruksmark och naturlig växtlighet.